# Lydía
Lydía (Lydia) är en ort i Grekland.   Den ligger i prefekturen Nomós Kaválas och regionen Östra Makedonien och Thrakien, i den nordöstra delen av landet, 300 km norr om huvudstaden Aten. Lydía ligger 83 meter över havet och antalet invånare är 808.
Terrängen runt Lydía är platt åt sydväst, men åt nordost är den kuperad. Runt Lydía är det ganska tätbefolkat, med 199 invånare per kvadratkilometer. Närmaste större samhälle är Kavála, 14,6 km sydost om Lydía. Trakten runt Lydía består till största delen av jordbruksmark.